# Eivind Eckbo
Eivind Higford Eckbo, również Billy Eckbo i Eivind Eckbo jr. (ur. 10 sierpnia 1927, zm. 7 maja 2017) – norweski adwokat, rolnik oraz polityk.

## Życiorys
Był synem Eivinda Eckbo, który był adwokatem w sądzie najwyższym oraz Alice Higford która pochodziła z Anglii, rodzice Eivinda rozwiedli się w 1930 roku. Dlatego zamieszkał w Kopenhadze z rodziną zastępczą, Thorvaldem Madsenem który był doktorem oraz dyrektorem w Statens Serum Institut oraz z jego żoną Emilią Misse. W 1950 przejął farmę Borgja w Bø w Telemarku od swojego ojca. Dwa lata później uzyskał tytuł magistra (norw. Jurdisk embedseksamen albo master i rettvitenskap). Dziesięć lat później założył własną kancelarię w Oslo.
Eckbo zaczynał swoją karierę polityczną w Senterpartiet w Telemarku. W 1973 startował do Storting z listy FRP z okręgu Telemark, wtedy również został pierwszym przewodniczącym partii w okręgu Telemark. Eckbo został przewodniczącym partii po śmierci Andersa Langego w 1974, do czasu znalezienia godnego zastępcy (w 1975). Eckbo był w wiceprzewodniczącym FRP w latach 1978–1980 oraz 1989–1997, prezesem zarządu partii 1976–1986, członkiem sejmiku wojewódzkiego (norw. Fylkesting,) w okręgu Telemark, oraz 2. zastępcą FRP z regionu Oslo. Eckbo był również członkiem najwyższej izby kontroli (norw. Riksrevisjonen) oraz członkiem w komitecie kontroli w Oslo.
Był reprezentantem związków zawodowych powiązanych z rolnictwem. Był szefem w firmie Eckbos Legat, która została założona przez jego ojca w 1923.

## Życie prywatne
Ożenił się trzy razy, ostatni raz z Margaret Eckbo politykiem FRP.